# Famille von Platen (Brandebourg)
Pour les articles homonymes, voir Von Platen.
La famille von Platen est le nom d'une ancienne famille aristocratique de la Marche, issue de l'aristocratie de Prignitz. La famille est d'une même souche que les von Bevernest (Biebernest), éteints en 1665.
Il n'y a aucun lien avec la famille des seigneurs et comtes von Platen de Rügen, qui appartiennent à la noblesse poméranienne et ont des armoiries différentes.

## Histoire
La famille serait arrivée dans la Marche de Brandebourg en 926 après l'expulsion des Wendes par Henri l'Oiseleur, qui les aurait élevés à la noblesse. Plus tard, la famille se propage de l'Altmark au Brunswick et Brême ainsi qu'au Mecklembourg,, à la Poméranie, à la province de Saxe et la Prusse-Orientale.Le nom dérive de l'ancien haut-allemand Plate signifiant armure - "à cause de sa bravoure prouvée, on lui a donné ce nom". Le nom alterne entre Plate, Platen, Plote(n) et Platow.
La famille apparaît pour la première fois dans un document en 1351 avec Conrad Ploten. En 1386, les Platen acquièrent le domaine de Quitzow près de Perleberg dans le Prignitz de Wedego von Quitzow (de). La lignée familiale certaine commence en 1433 avec Hans von Platen sur Quitzow. La famille possède plusieurs biens dans le Prignitz et vit à Tornow (1508), Quitzow (1511), Demerthin et Gantikow (1650) et Kuhwinkel (1660).
Aux XIVe et XVe siècles, les von Platen font partie, avec les Alvensleben, Bartensleben (de), Bismarck, Jagow, Knesebeck (de), Schenck (de Flechtingen et Dönstedt) ainsi que les Schulenburg, des huit familles de l'Altmark qui dépendent directement du gouverneur et reçoivent de l'empereur et des margraves le prédicat de noblesse en tant que membres de l'armée. Par la suite, Wutike, dans le nord du Brandebourg, vient s'ajouter à la liste des propriétés.

## Armoiries
Les armoiries d'origine montraient un tronc d'arbre avec trois racines et plusieurs feuilles dentelées.
Depuis le XVIe siècle, une branche à cinq feuilles de houx vertes, placées transversalement puis obliquement à droite, est représentée en argent. Sur le casque avec des lambrequins rouges et argentés, un vol noir ouvert, relié en haut par une chaîne en or à laquelle pend un anneau en or.

## Personnalités
- Georg von Platen accompagne l'électeur Joachim II en 1563 le jour de l'élection impériale à Francfort-sur-le-Main[2],[3].
  - Son petit-fils Klaus Ernst (de) (également Ernsten) von Platen auf Demerthin, Gantikow, Mechow/Falkenberg (1612–1669) conseiller secret de Brandebourg et conseiller de guerre, commissaire général de guerre et capitaine officiel de Lehnin est ambassadeur à la Diète de Ratisbonne (1663)[3]. Il se marie le 15 avril 1649 avec Anna Ehrentraut von Klitzing (née en 1628), devenue Oberhofmeisterin royal danois en 1685, son père est Caspar von Klitzing (1581–1638) seigneur de Demerthin, Walsleben, Radensleben et Rosenwinkel. Ils ont quatre fils.
    - Heinrich von Platen (1654–1734), conseiller privé royal prussien, doyen de la cathédrale de Magdebourg, seigneur de Demerthin et Friedeburg marié avec Margarete Sophie von der Schulenburg, veuve von Bismark (1659–1725)
      - Hartwig Caspar Ernst von Platen, juge royal prussien, chanoine de Saint-Pierre-et-Paul de Brandenbourg-sur-la-Havel
      - Nikolaus (Klaus) Ernst von Platen (1693-1733), conseiller privé royal prussien et chanoine de Magdebourg, père de Sophia Louise Ernestine von Platen (1733-1799), épouse de Johann Ernst von Alvensleben (de)

  - descendant est :
    - Wilhelm Friedrich von Platen[6], conseiller privé royal danois, maréchal de la Haute Cour et bailli de Sonderburg de 1716 à 1732[7] (mort en 1732[1]/1733[8])

- Catharina von Platen (de) (née dans le Mecklembourg et morte en 1632 probablement à Uetersen), prieure de l'abbaye d'Uetersen (de)
- Heinrich Wolf von Platen auf Bernstein, Giesenbrück, vers 1704 - administrateur prussien et adjoint de l'arrondissement de Soldin et plus tard directeur régional de Nouvelle-Marche (appartenant à la lignée de Nouvelle-Marche)
- Heinrich von Platen (1654–1734), conseiller privé prussien, directeur de chambre en chef, commissaire de guerre en chef du duché de Magdebourg et doyen de la cathédrale et prévôt des fondateurs Saint-Nicolas (de) et Saint-Sébastien. Il épouse Margarethe Sophie von der Schulenburg (1659-1725)
- Benno von Platen (de) (1846-1926), général de division prussien
- Hartwig von Platen (de) (1875-1924), peintre paysagiste allemand
- Axel von Platen (de) (1876-1928), général de division allemand, chevalier de l'Ordre Pour le Mérite
- Hartwig von Platen (de) (1878-1938), général de division allemand
- Claus von Platen (de) (1891-1964), homme politique (NSDAP), député du Reichstag
- Detlev von Platen (1911-1984), général de division de la Garde frontière fédérale